# Qalandariyya
De Qalandariyya of Qalandaris waren een niet centraal georganiseerd groep van zwervende moslimsekten van soefi-derwisjen. 
Een zo'n sekte was opgericht in de 13e eeuw door Qalandar Yusuf Al-Andalusi, die uit het Spaanse Andalusië kwam. De groep oefende in ascetisme en het gebruik van hasjiesj en alcohol.
De eerste verwijzingen naar deze orde stammen uit de 11e eeuw in een stuk tekst die toegeschreven wordt aan Sanai Ghaznavi. De titel van dit stuk proza was Qalandariyyat. In de Qalandariyyat wordt het gebruik van verschillende bewustzijnveranderende middelen beschreven.